# Mitannia insueta
Mitannia insueta là một loài ruồi trong họ Tachinidae.